# Muramvya (commune)
Muramvya is een gemeente (commune) in de provincie  Muramvya in Burundi.  De hoofdplaats van de gemeente draagt dezelfde naam.